# Chtelnica
Chtelnica este o comună slovacă, aflată în districtul Piešťany din regiunea Trnava. Localitatea se află la altitudinea de 204 m deasupra n.m., se întinde pe o suprafață de 32,97 km2 și în 2017 număra 2.562 de locuitori. Se învecinează cu comuna Dechtice.

## Istoric
Localitatea Chtelnica este atestată documentar din 1208.

## Demografie
| An:                | 1994 | 2004   | 2014   | 2024   |
| ------------------ | ---- | ------ | ------ | ------ |
| Număr de persoane: | 2524 | 2551   | 2593   | 2510   |
| Diferență:         |      | +1,06% | +1,64% | −3,20% |

| An:                | 2023 | 2024   |
| ------------------ | ---- | ------ |
| Număr de persoane: | 2529 | 2510   |
| Diferență:         |      | −0,75% |